# Bernhard Plockhorst

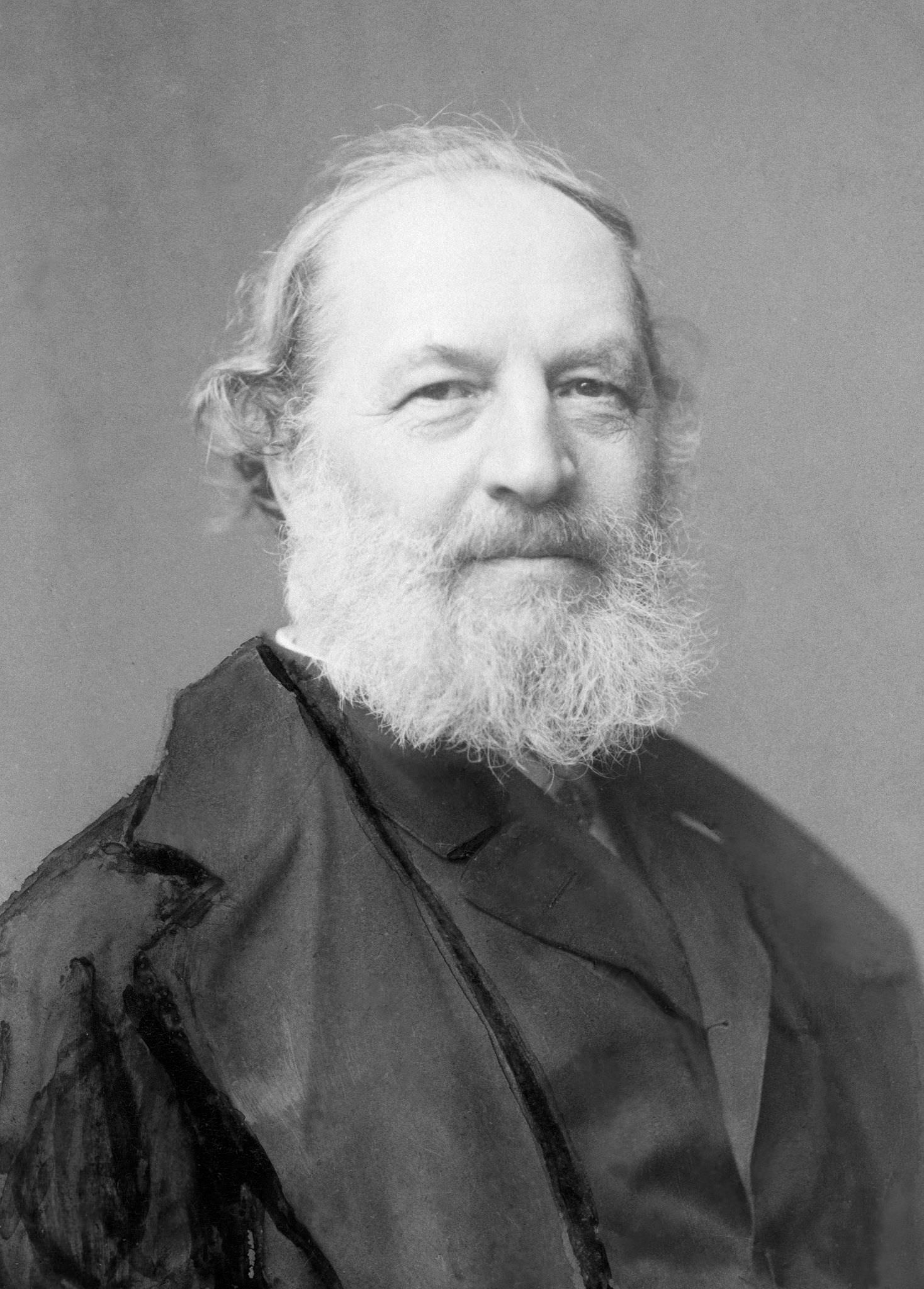
Bernhard Plockhorst. Fotografie von Julius Cornelius Schaarwächter

Bernhard Plockhorst (* 2. März 1825 in Braunschweig; † 18. Mai 1907 in Berlin) war ein deutscher Maler und Grafiker.
Während Plockhorst heute in Deutschland nur Experten bekannt ist, so sind seine Christusdarstellungen in den USA nach wie vor sehr beliebt, wo sie als Poster rege gehandelt werden und zahlreiche Kirchen und Häuser schmücken.

## Leben

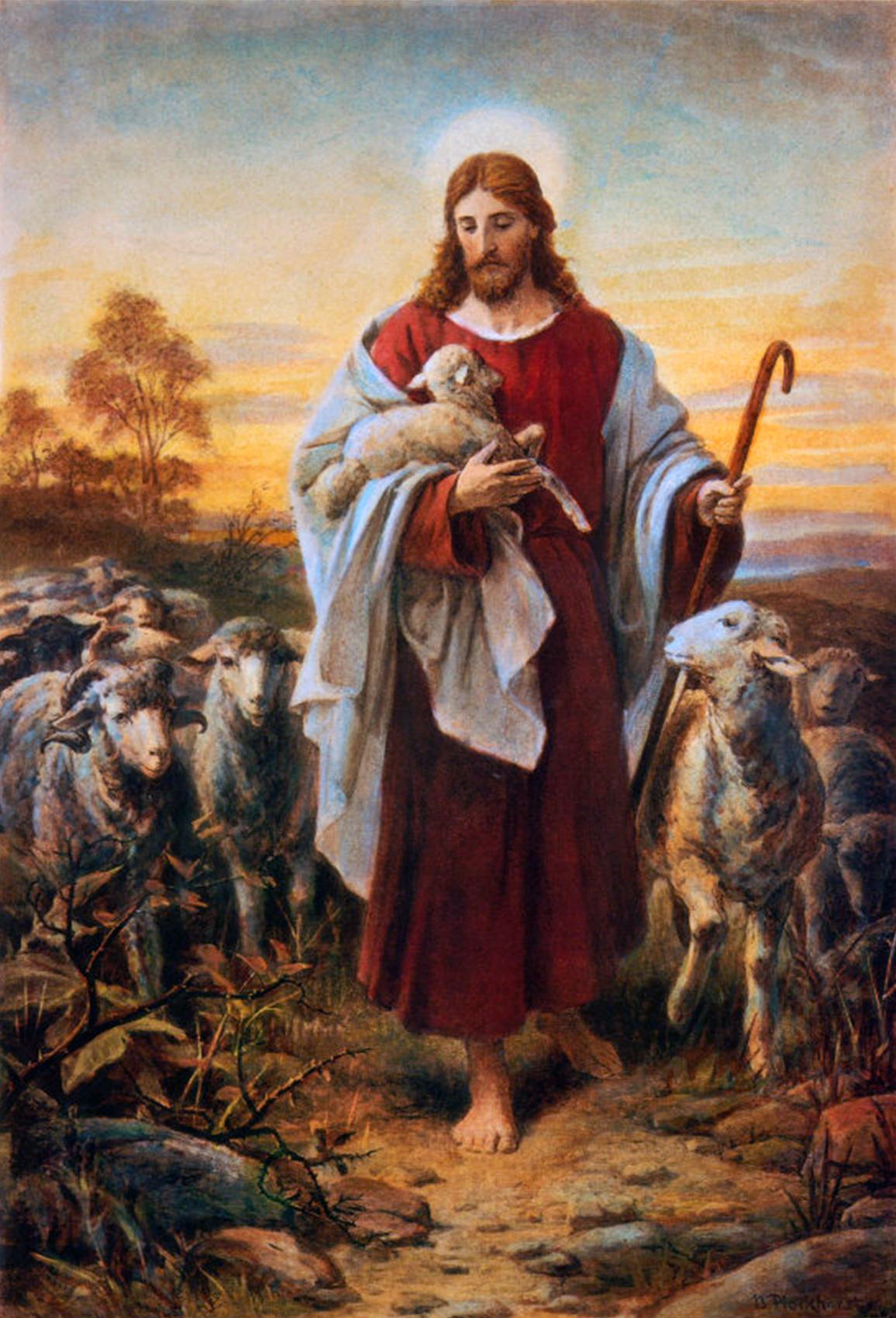
Der gute Hirte

Zuerst absolvierte Plockhorst am Collegium Carolinum in Braunschweig eine fünfjährige Ausbildung zum Lithografen. In Leipzig trat er mit Piloty in Kontakt, der ihn bewog, für ein Jahr mit ihm nach München an die Akademie zu gehen, wo er auch an der Alten Pinakothek die Bilder von Rubens und Tizian kopierte.

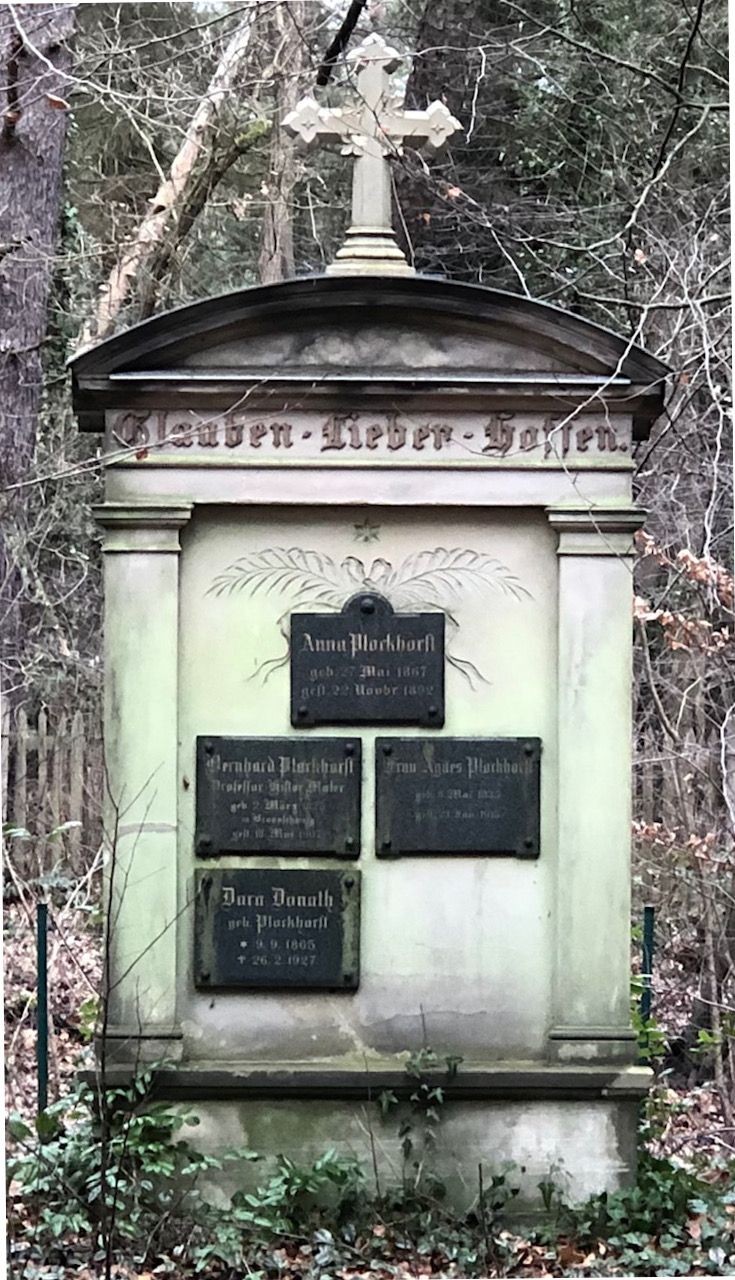
Grabanlage der Familie Plockhorst, Südwestkirchhof Stahnsdorf; Zustand 2022

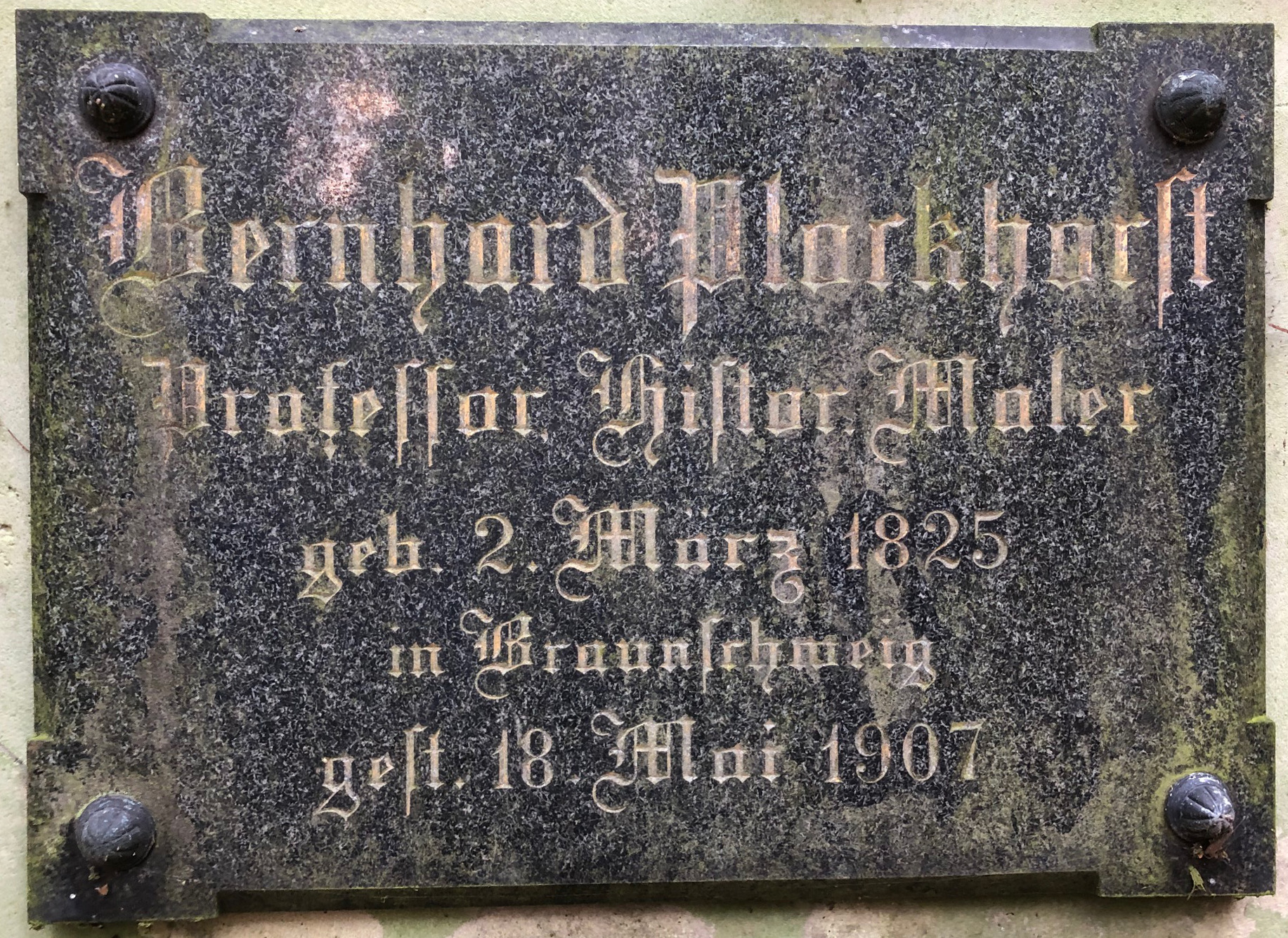
Grabplatte Bernhard Plockhorst, Südwestkirchhof Stahnsdorf; Zustand 2022

Nach der Zeit in München zog Plockhorst 1853 nach Paris, wo er unter Thomas Couture seine Studien fortsetzte. Im Anschluss an Studienreisen nach Belgien, Holland und Italien – 1869/1870 weilte er in Rom – ließ er sich in Berlin nieder, wo er eine Reihe von Porträts malte, zugleich aber mit einem großen Gemälde seine Begabung für die religiöse Malerei offenbarte (Maria und Johannes vom Grab Christi zurückkehrend), welche er seither in erster Reihe pflegte.
Von 1866 bis 1869 war er Professor an der Großherzoglich-Sächsischen Kunstschule Weimar, dort u. a. als Lehrer des Malers Otto Piltz. Danach kehrte Plockhorst nach Berlin zurück.
Bernhard Plockhorst starb 1907 im Alter von 82 Jahren in Berlin und wurde auf dem Alten St.-Matthäus-Kirchhof in Schöneberg beigesetzt. Im Zuge der von den Nationalsozialisten 1938/1939 durchgeführten Einebnungen auf dem Friedhof wurden Plockhorsts sterbliche Überreste auf den Südwestkirchhof Stahnsdorf bei Berlin umgebettet.

## Werk
Plockhorst war ein Vertreter der Kunstrichtung der romantischen Schule der (Spät-)Nazarener (gemeinsam mit den anderen religiösen Malern und Vertretern des protestantischen Glaubens wie Karl Gottfried Pfannschmidt und Heinrich Hofmann), die beeinflusst durch die Präraffaeliten auf Kunstthemen des Mittelalters zurückgriffen. Gleichzeitig steht er auch für die zunehmende Industrialisierung und teilweise auch „Verkitschung“ der nazarenischen Kunst.

### Religiöse Themen

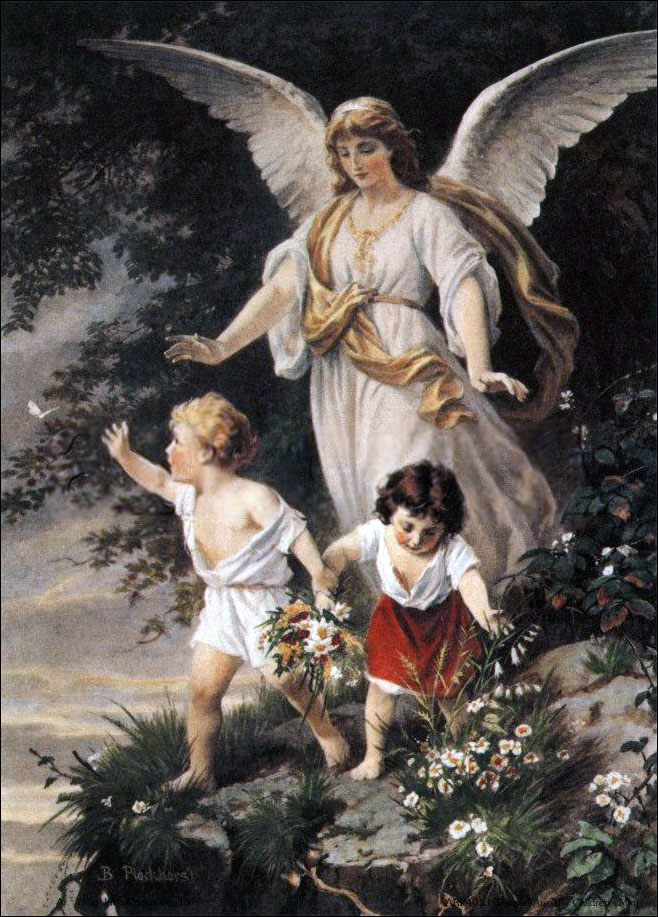
Schutzengel

1862/63 schuf Plockhorst ein Bild, das bald als sein Hauptwerk galt: Kampf des Erzengels Michael mit dem Satan um den Leichnam des Moses. Es wurde 1864 mit Mitteln des Richartz-Fonds für das Wallraf-Richartz-Museum erworben, im Mai 1923 aber mit anderen Gemälden des Museums über das Kunsthaus Lempertz versteigert. Es folgte ein im Auftrag des preußischen Kultusministeriums geschaffenes Altargemälde, die Auferstehung Christi für den Dom zu Marienwerder.
Weitere Werke zeigten Christi Abschied von seiner Mutter, Christus auf dem Weg nach Emmaus, Christus erscheint der Maria Magdalena, Aussetzung des Moses, Auffindung des Mose, Lasset die Kindlein zu mir kommen, Luther am Weihnachtsabend (1887), Die Ehebrecherin vor Christus (Moskau, ehemals Galerie Löwenstein). Plockhorsts 1886 ausgestellter Schutzengel mit zwei Kindern am Abgrund wurde tausendfach als Farblithografie verbreitet und hatte auf die weitere Entwicklung der populären Schutzengelbilder großen Einfluss.
1883 schuf er das Altarblatt mit einer Christusdarstellung für die neu erbaute Immanuelkirche in Berlin.
Glasfenster nach Gemälden von Plockhorst schmücken mehrere Kirchen in den USA, so in der Emmanuel Episcopal Church in Shawnee, Oklahoma: Die Geburt, in der First Congregational Church UCC, Owosso, Michigan: Moses überreicht Aaron am Berg Sinai die Zehn Gebote, in der Stanford Memorial Church, Stanford University, Kalifornien: Die Flucht nach Ägypten und in der Zion Lutheran Church, Baltimore, Maryland: Der Gute Hirte.
Sein Ölbild Noli me tangere erfuhr ein bemerkenswertes Schicksal: Das über 2 m² große Bild war ursprünglich für einen deutschen Gerichtshof gemalt worden und dann nach England verkauft worden. Im Jahr 1880 fand in Melbourne die erste große Weltausstellung statt und Plockhorsts Gemälde sollte hier im so genannten German Court ausgestellt werden. Auf dem Weg von England nach Australien sank allerdings das Transportschiff Sorata 80 km südlich von Adelaide. Das Werk konnte zwar gerettet werden, war jedoch völlig mit einer weißen Schicht verkrustet. Es sah aus, als habe das Meerwasser die Farbpartikel zersetzt. In diesem Zustand kam das Bild schließlich zur Weltausstellung, wo es der für die deutschen Gemälde zuständige Professor Rouleaux an den Kunsthändler Alexander Fletcher (1837–1914) zu einem Spottpreis verkaufte. Fletcher brachte es zu seinem Restaurator Peacock. Dieser fand heraus, dass die weiße Schicht von den Gipsresten des Bilderrahmens herrührte. Peacock konnte sie leicht entfernen und die intakten Farben kamen wieder zum Vorschein. Fletcher verkaufte das restaurierte Bild daraufhin für einen ansehnlichen Preis an die National Gallery of Victoria. Über seinen cleveren Coup wurde damals in den drei größten Tageszeitungen von Melbourne ausführlich berichtet.

### Porträts
1857 schuf Plockhorst ein Porträt des Musikers Franz Liszt, ferner weitere zahlreiche Porträts mitteldeutscher Fürstlichkeiten, darunter die des Kaisers Wilhelm I. und der Kaiserin Augusta (Berliner Nationalgalerie) und anderer bedeutender Zeitzeugen, wie des bedeutenden Leipziger Verlegerehepaares Tauchnitz („Tauchnitz Editions“), David Hansemann und der Kinder der Familie Platzmann. Von 1859 stammt das Porträt der Ehefrau des Verlegers Spamer, Leipzig. Ein lebensgroßes Porträt des Leipziger Ehrenbürgers Carl Lampe befindet sich in Privatbesitz der Familie.

### Illustrationen
Im Rahmen der Tauchnitz Editions zeichnete Plockhorst verschiedene Titelblätter und Frontispize, beispielsweise für Three Tales for Girls der englischen Schriftstellerin Dinah Maria Mulock Craik und für Charlotte M. Yonge The little Duke or Richard the Fearless. Ben Sylvester’s Word (1861).
Weitreichenden Erfolg hatten seine Illustrationen für Von Bethlehem nach Golgatha. Das Leben unseres Herrn und Heilandes Jesu Christi nach den vier Evangelisten von Karl von Gerok (1881), wovon 1882 eine dänische Ausgabe mit einem Text von Carl David af Wirsén (1842–1912) erschien.
Für die „neue Jubel-Ausgabe“ von Philipp Spittas Psalter und Harfe schuf er gemeinsam mit Friedrich Wanderer 24 Vollbilder, das Porträt Spittas, Illustrationen und 42 Initialen.